# Vojnić
Vojnić est un village et une municipalité située dans le comitat de Karlovac, en Croatie. Au recensement de 2001, la municipalité comptait 5 495 habitants, dont 49,99 % de Serbes et 36,03 % Croates et le village seul comptait 1 156 habitants.

## Localités
La municipalité de Vojnić compte 46 localités :
| - Brdo Utinjsko - Bukovica Utinjska - Donja Brusovača - Dunjak - Džaperovac - Gačeša Selo - Gejkovac - Gornja Brusovača - Jagrovac - Johovo - Jurga - Kartalije | - Kestenovac - Klokoč - Klupica - Ključar - Knežević Kosa - Kokirevo - Kolarić - Krivaja Vojnićka - Krstinja - Kupljensko - Kusaja - Lipovac Krstinjski | - Lisine - Loskunja - Malešević Selo - Mandić Selo - Međeđak Utinjski - Miholjsko - Mracelj - Mračaj Krstinjski - Petrova Poljana - Podsedlo - Prisjeka - Radmanovac | - Radonja - Rajić Brdo - Selakova Poljana - Svinica Krstinjska - Široka Rijeka - Štakorovica - Utinja Vrelo - Vojišnica - Vojnić - Živković Kosa |